# لوداکریس ۱۱۵۸
سیارک ۱۱۵۸ (به انگلیسی: 1158 Luda، نامگذاری:1929QF) هزار و صد و پنجاه و هشتمین سیارک کشف شده‌است که در ۳۱ اوت ۱۹۲۹ و در رصدخانه سایمیز کشف شد.
قدر مطلق سیارک برابر ۱۰٫۸۰ است.